# 片知川
片知川（かたちがわ）は、木曽川水系の一級河川。岐阜県美濃市を流れる。板取川・長良川を経て伊勢湾に至る木曽川の3次支川。

## 地理
瓢ヶ岳南麓と今淵ヶ岳北麓にあたる谷を流れ、片知山と矢坪ヶ岳の間を流れて山にいたって北で西に方向を変えて、板取川に注ぐ。山々の間を縫って流れることから奇岩巨石の多い片知渓谷を形成しており、岐阜県の名水50選の1つとなっている。
越美山地の一部である高賀山脈の南部に当たる美濃市片知が流域で、地名の「片知」は「かたじ」と読む。流域には高賀山信仰に関連するいくつかの神社が点在する他、製紙業が盛んである。